# Batalha de Antivari
A Batalha de Antivari ocorreu em 16 de agosto de 1914, na cidade de Antivari em que a frota anglo-francesa combateu dois navios austríacos.

## Antecedentes
Logo após o início da Primeira Guerra Mundial, a Áustria-Hungria iniciou a invasão da Sérvia, como Montenegro era aliada dos sérvios, a Marinha Austro-Húngara iniciou um bloqueio marítimo no litoral montenegrino e também iniciou uma bombardeio em suas cidades litorâneas.

## A Batalha
Montenegro havia entrado na Tríplice Entente e com isso as potências aliadas enviaram uma grande frota anglo-francesa para socorrer os montenegrinos, iniciar o Barragem de Otranto e tentar atrair a Marinha Austro-Húngara para uma armadilha, um estreito localizado na entrada do Adriático. Quando o SMS Zenta e o SMS Ulan estavam bombardeando a cidade montenegrina de Antivari foram surpreendidos pela frota aliada. Sem condições para combater, os austríacos tentaram fugir para o Norte, o Ulan conseguiu escapar, mas o Zenta foi bombardeado e logo afundou matando 173 marinheiros e deixando 50 feridos.

## Consequências
Apesar do naufrágio do Zenta, a Marinha Austro-Húngara não caiu na armadilha francesa que sem apoio logístico para continuar a ofensiva, a marinha aliada decidiu retornar à Malta para reabastecer.